# هاسل (کارولینای شمالی)
هاسل (به انگلیسی: Hassell) شهری در ایالت کارولینای شمالی کشور ایالات متحده آمریکا است که جمعیت آن در سرشماری سال ۲۰۱۰ میلادی، ۸۴ نفر بوده‌است.